# Évricourt
 Évricourt  es una población y comuna francesa, en la región de Picardía, departamento de Oise, en el distrito de Compiègne y cantón de Lassigny.

## Demografía
| 104 | 117 | 105 | 148 | 188 | 199 |
| Para los censos de 1962 a 1999 la población legal corresponde a la población sin duplicidades (Fuente: INSEE [Consultar]) |     |     |     |     |     |